# Melchior Josef Martin Knüsel
Melchior Josef Martin Knüsel (Lucerna, 16 novembre 1813 – Lucerna, 14 gennaio 1889) è stato un politico svizzero.

## Biografia
Figlio di Melchior Josef, commerciante e di Bernhardine Brunner, ottenne il brevetto di avvocato nel 1838. Nel 1839 fu vicecancelliere del tribunale penale di Lucerna. Da molto giovane attivo in politica nelle file del partito liberale lucernese. Per questo partito fu eletto consigliere comunale della sua città tra il 1845 e 1847, in seguito fu granconsigliere nel Canton Lucerna tra il 1847 e il 1855. Rappresentò il suo Cantone in Consiglio nazionale dal 1854 al 1855, anno in cui fu nominato consigliere federale. La sua nomina avvenne dopo che Kasimir Pfyffer non ottenne la maggioranza nella votazione dell'11 luglio e che l'eletto Consigliere nazionale basilese Johann Jakob Stehlin eletto il giorno successivo, rinunciò alla carica. Durante il ventennio in cui fu in carica diresse:
- il Dipartimento federale delle finanze nel 1855-1856 e 1862-1863;
- il Dipartimento federale dell'economia, del commercio e delle dogane nel 1857 e nel biennio 1859-1860;
- il Dipartimento federale di giustizia e polizia nel 1858 poi nel 1864-1865 e tra il 1867 e il 1873;
- il Dipartimento federale dell'interno tra il 1874 e 1875;
- il Dipartimento politico negli anni in cui fu Presidente della Confederazione Elvetica, nel 1861 e nel 1866.

Come liberale moderato fu spesso mediatore tra il suo partito e quello conservatore, durante il Kulturkampf si distanziò progressivamente dalle idee liberali, opponendosi a una via più radicale su questo tema. Fu uomo più di legge che di Stato evidenziando la sua doppia anima liberale e cattolica. Questa doppia sensibilità lo pose di fronte a conflitti di coscienza insormontabili che lo costrinsero alle dimissioni dalla carica di consigliere federale nel 1875. In seguito fu di nuovo eletto nel 1878 Consigliere nazionale ma nel 1881 sostenne le idee del partito conservatore in merito alla questione delle suore insegnanti e perse definitivamente il sostegno dei suo vecchio partito.